# Eichen-Zystidenrindenpilz
Der ungenießbare Eichen-Zystidenrindenpilz (Peniophora quercina) ist eine Pilzart aus der Familie der Zystidenrindenpilzverwandten. Die rötlichen bis violettgrauen, krustenartigen Fruchtkörper erscheinen ganzjährig auf abgestorbenen Eichen-, seltener auf Buchenästen oder -zweigen.

## Merkmale

### Makroskopische Merkmale
Der Eichen-Zystidenrindenpilz bildet anfangs angewachsene-krustenartige (resupinate) Fruchtkörper, die als krustige Überzüge unter den Ästen entlang wachsen. Bald schon heben sie sich vom Rand her ab und die Fruchtkörper biegen sich seitlich etwas auf. Das Hymenium ist blassrötlich, fleischbräunlich bis graurötlich und feucht violettgrau gefärbt. Es kann bis etwa 2 mm dick aufquellen und wirkt dann leicht glasig-wachsig. Die Oberfläche ist glatt oder etwas höckerig. Bei Trockenheit werden die Fruchtkörper rissig, krustig und spröde und sind dann nur noch 0,2–0,5 mm dick.

### Mikroskopische Merkmale
Die zylindrischen und leicht gekrümmten Sporen sind glatt und durchsichtig (hyalin) und messen 9–12 × 3–4 µm. Gloeozystiden fehlen, dafür findet man spitz zulaufende, dünnwandige und inkrustierte Zystiden.

## Ökologie und Verbreitung
Der Eichen-Zystidenrindenpilz kommt in allen heimischen Laub- und Mischwaldgesellschaften vor, in denen Eichen von Natur aus vorkommen oder eingemischt wurden. Man findet ihn besonders häufig in Rotbuchen- und Eichenwäldern, sowie in Forsten, Parks, Gärten und sonstigen Pflanzungen. Der Pilz lebt gesellig auf der Rinde toter, ansitzender oder hängender, aber auch abgefallener Äste und Zweige. Die Fruchtkörper können das ganze Jahr über gefunden werden. Der Eichen-Zystidenrindenpilz ist von der Initial- bis zu späten Optimalphase der Holzvermorschung beteiligt. Sein Substrat besteht zu fast 90 % Eichen- und zu fast 9 % Rotbuchenholz, der Rest entfällt auf andere Laubbäume.

## Verbreitung

Europäische Länder mit Nachweisen des Eichen-Zystidenrindenpilzs.
Legende:
grün = Länder mit Fundmeldungen
cremeweiß = Länder ohne Nachweise
hellgrau = keine Daten
dunkelgrau = außereuropäische Länder.

Der Pilz kommt in Nordamerika (Mexiko, USA), Asien (Iran, Nordindien, Tibet, Japan, Südkorea), Nordafrika (Marokko) und Europa vor. Die Art ist boreosubtropisch bis temperat (subboreal) und im Wesentlichen holarktisch verbreitet. Der Pilz kommt in nahezu ganz Europa vor und ist im europäischen Eichenareal weit verbreitet. Lediglich in Finnland scheint er zu fehlen. Im Norden liegt seine Arealgrenze im südlichen Skandinavien, wo er nördlich bis etwa zum 60. Breitengrad vorstößt.
In Deutschland ist der Eichen-Zystidenrindenpilz von der Küste bis in die Alpen hinein weit und regional dicht verbreitet. Es gibt jedoch unübersehbare Lücken. Neben den naturgegebenen Auflockerungsgebieten in den montanen Nadelwaldgebieten Süddeutschlands klafft eine größere Areallücke im rechtsrheinischen Nordrhein-Westfalen, die bereits erhebliche Teile Niedersachsens, des westlichen Hessens und des nördlichen Rheinlandes mit einschließt.

## Bedeutung
Der Eichen-Zystidenrindenpilz ist kein Speisepilz.